# Filtro de coseno alzado

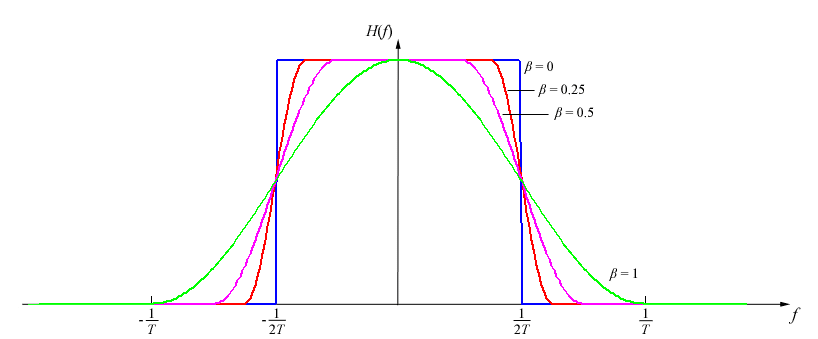
Respuesta en amplitud de un filtro de coseno alzado con varios factores de redondeo —roll-off—.

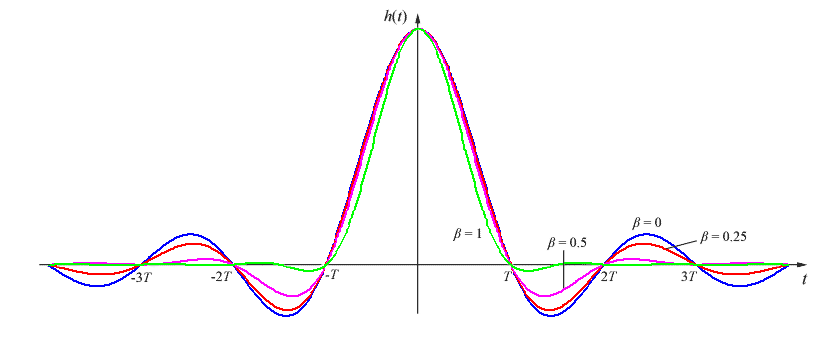
Respuesta al impulso de un filtro de coseno alzado con varios factores de redondeo —roll-off—.

Un filtro de coseno alzada es un tipo de filtro electrónico, utilizado frecuentemente en sistemas de telecomunicaciones debido a que es capaz de reducir al mínimo la interferencia entre símbolos (ISI). Se llama así porque la parte no nula del espectro frecuencial es un coseno que, en su forma más simple ({\displaystyle \beta =1}), se encuentra 'alzado' para situarse por encima del eje {\displaystyle f} (horizontal).

## Descripción matemática
El filtro de coseno alzado es una implementación de un filtro pasa bajo de Nyquist. Con lo cual, el espectro tendrá simetría par en {\displaystyle {\frac {1}{2T}}}, donde {\displaystyle T} es el período del sistema de comunicaciones.
Su descripción en el dominio de la frecuencia es una función definida a trozos, dada por:
{\displaystyle |H(f)|={\begin{cases}1.0,&|f|\leq {\frac {1-\beta }{2T}}\\{\frac {1}{2}}\left[1+\cos \left({\frac {\pi T}{\beta }}\left[|f|-{\frac {1-\beta }{2T}}\right]\right)\right],&{\frac {1-\beta }{2T}}<|f|\leq {\frac {1+\beta }{2T}}\\0,&{\mbox{resto}}\end{cases}}}
{\displaystyle 0\leq \beta \leq 1}
y caracterizada por dos valores; {\displaystyle \beta }, el factor de redondeo —factor de roll-off—, y {\displaystyle T}, el inverso de la tasa binaria.
La respuesta al impulso de este tipo de filtros (suponiendo fase lineal) viene dada por:
{\displaystyle h(t)=\mathbf {sinc} \left({\frac {t}{T}}\right){\frac {\cos \left({\frac {\pi \beta t}{T}}\right)}{1-{\frac {4\beta ^{2}t^{2}}{T^{2}}}}}}, en términos de la función sinc normalizada.